# Чемпионат мира по настольному теннису среди команд 2016
Чемпионат мира по настольному теннису среди команд 2016 года проходил с 28 февраля по 6 марта 2016 года в Куала-Лумпур (Малайзия).

## Состав участников
Первый, чемпионский, дивизион состоит из 24 команд. К соревнованиям в этом дивизионе допущены 16 лучших команд первого дивизиона и две лучшие команды второго дивизиона согласно результатам командного чемпионата мира 2014 года в Токио. Остальные места были заполнены на основании командного мирового рейтинга ITTF.
В чемпионате приняли участие 87 мужских команд и 78 женских, из 94 стран.
| Китай · Германия · Китайский Тайбэй · Япония · Австрия · Республика Корея · Португалия · Сингапур | Греция · Хорватия · Польша · Швеция · Франция · Россия · Украина · КНДР |

| Китай · Япония · Сингапур · Гонконг · КНДР · Румыния · Германия · Нидерланды | Украина · Республика Корея · Беларусь · Китайский Тайбэй · Венгрия · Польша · Чехия · Австрия |

Также в рамках чемпионата были проведены соревнования второго, третьего, четвёртого и пятого дивизионов.

### Состав российской команды

#### Мужская команда
- Александр Шибаев
- Кирилл Скачков
- Григорий Власов
- Михаил Пайков
- Сади Исмаилов

#### Женская команда
- Полина Михайлова
- Мария Долгих
- Яна Носкова
- Анна Тихомирова
- Юлия Прохорова

## Медали

### Медалисты
| Разряд          | Золото                                                          | Серебро                                                                           | Бронза                                                                       |
| --------------- | --------------------------------------------------------------- | --------------------------------------------------------------------------------- | ---------------------------------------------------------------------------- |
| Мужские команды | Китай · Фань Чжэньдун · Фан Бо · Ма Лун · Сюй Синь · Чжан Цзикэ | Япония · Кэнта Мацудайра · Дзюн Мидзутани · Коки Нива · Юя Осима · Махару Ёсимура | Республика Корея · Чан Уджин · Ён Сан Ын · Чу Се Хёк · Юн Ён Сик · Ли Сан Су |
| Мужские команды | Китай · Фань Чжэньдун · Фан Бо · Ма Лун · Сюй Синь · Чжан Цзикэ | Япония · Кэнта Мацудайра · Дзюн Мидзутани · Коки Нива · Юя Осима · Махару Ёсимура | Англия · Алан Кук · Пол Дринкхол · Лиам Питчфорд · Сэм Уокер                 |
| Женские команды | Китай · Чэнь Мэн · Дин Нин · Ли Сяося · Лю Шивэнь · Чжу Юйлин   | Япония · Ай Фукухара · Юй Хамамото · Касуми Исикава · Мима Ито · Мисако Вакамия   | КНДР · Ча Хё Сим · Ким Сон И · Ли Ми Гён · Ли Мён Сун                        |
| Женские команды | Китай · Чэнь Мэн · Дин Нин · Ли Сяося · Лю Шивэнь · Чжу Юйлин   | Япония · Ай Фукухара · Юй Хамамото · Касуми Исикава · Мима Ито · Мисако Вакамия   | Китайский Тайбэй Чэнь Сыюй Чжэн Сяньчжи Чжэн Ицзин Линь Цзяхуэй Лю Синъинь   |

### Медальный зачёт
| Место | Страна           | Золото | Серебро | Бронза | Всего |
| ----- | ---------------- | ------ | ------- | ------ | ----- |
| 1     | Китай            | 2      | 0       | 0      | 2     |
| 2     | Япония           | 0      | 2       | 0      | 2     |
| 3     | Китайский Тайбэй | 0      | 0       | 1      | 1     |
| 3     | Англия           | 0      | 0       | 1      | 1     |
| 3     | КНДР             | 0      | 0       | 1      | 1     |
| 3     | Республика Корея | 0      | 0       | 1      | 1     |
| Total | Total            | 2      | 2       | 4      | 8     |